# سديم فراء الثعلب
سديم فراء الثعلب سديم ومنطقة هيدروجين II في كوكبة وحيد القرن . يقع على مسافة 2700 سنة ضوئية من الأرض. السديم جزء من منطقة إن جي سي 2264، والذي يتضمن أيضا عنقود شجرة عيد الميلاد و سديم المخروط . سمي سديم فراء الثعلب بسبب مظهره. تركيب اللون للسديم يشبه دثار رأس الثعلب الأحمر.يحتوي سديم فراء الثعلب على كميات هائلة من الغبار بين النجوم والغاز، والتي تنيره النجوم الشبابة الضخمة التي يجري تشكيلها داخل السحب الكثيفة، توهج السديم الأحمر هو نتيجة لغاز الهيدروجين الذي حفز ليبعث ضوءة الخاص من الأشعة فوق البنفسجية القوية

## اقرأ أيضاً
- منطقة هيدروجين I
- إن جي سي 6357

## وصلات خارجية
- The Fox Fur Nebula
- APOD: 2015 December 30 - The Fox Fur Nebula
- Nemiroff، R.؛ Bonnell، J.، المحررون (22 أبريل 2008). "The Fox Fur Nebula". صورة اليوم الفلكية. ناسا.
- Nemiroff، R.؛ Bonnell، J.، المحررون (14 مارس 2005). "The Fox Fur Nebula". صورة اليوم الفلكية. ناسا.
- Nemiroff، R.؛ Bonnell، J.، المحررون (1 يوليو 2002). "The Fox Fur Nebula". صورة اليوم الفلكية. ناسا.
- The Fox Fur Nebula
- The Fox Fur Nebula
- Best of AOP: The Fox Fur Nebula نسخة محفوظة 3 يونيو 2009 على موقع واي باك مشين.
- The Fox Fur Nebula - SciForums.com نسخة محفوظة 27 سبتمبر 2007 على موقع واي باك مشين.
- APOD: 14 marca 2005 - The Fox Fur Nebula
- Cone and Fox Fur Nebula Region
- Fox Fur Nebula Photo

1. ↑  "Fox Fur Nebula". Constellation Guide. مؤرشف من الأصل في 2018-09-27. اطلع عليه بتاريخ 2016-11-29.